# Lei Seca

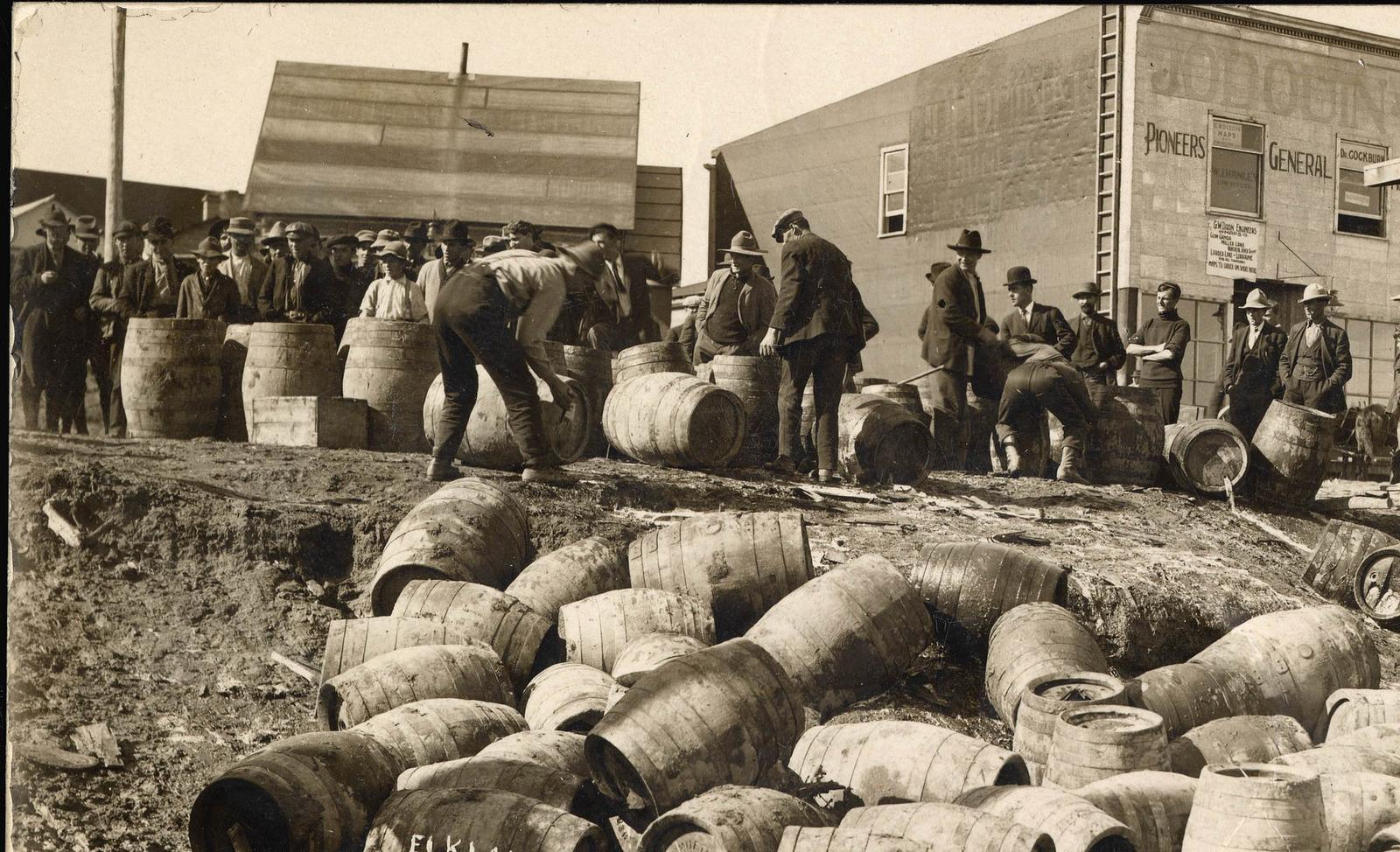
Fiscalização policial em Elk Lake, Canadá, no ano de 1925

Lei seca é uma denominação popular dada à proibição oficial de fabricação, varejo/comercialização, transporte, importação ou exportação de bebidas alcoólicas.

## No Brasil
No Brasil, apesar da designação comum, não existe a lei seca, mas dispositivos legais que visam coibir o consumo de bebidas alcoólicas em determinadas situações ou períodos, ou associar o consumo de bebidas a atividades específicas, como conduzir veículos, etc.
Um exemplo disso é a restrição de consumo imposta durante a época das eleições. O período de proibição varia de acordo com a legislação de cada estado.
O expediente é usado também por muitas cidades numa tentativa de conter os índices de violência. Geralmente em dias úteis da semana, no período da madrugada, os bares são proibidos de funcionar e o comércio de bebidas, reprimido.
Curiosamente, apesar de o Estatuto do Torcedor proibir o consumo de bebida alcoólica nos estádios de futebol em alguns estados do país, o governo federal se submeteu às regras da Fifa durante a Copa do Mundo de 2014. Até porque a cervejaria Budweiser, marca exclusiva da competição, era uma das oito patrocinadoras oficiais desta edição do torneio. Em 6 de janeiro de 2016, o governo do estado de Pernambuco decidiu por revogar a proibição da venda e consumo de bebidas alcoólicas em estádios e arenas desportivas após uma longa discussão sobre o tema e evidências demonstrarem que não houve redução significante nos incidentes de violência entre torcedores com a proibição.

## No México
O Programa Conduce sin alcohol ("Conduza sem álcool") é uma operação da Secretaria de Segurança Pública da Cidade do México que aplica testes rápidos de etilômetro nas ruas da cidade, com o objetivo de prevenir que motoristas dirijam embriagados e causem acidentes. Acontece de forma aleatória nas ruas e avenidas dos 16 distritos do Distrito Federal mexicano. A prática se estendeu para outros municípios da Região Metropolitana da Cidade do México como Naucalpan e Tlalnepantla.

## No Reino Unido

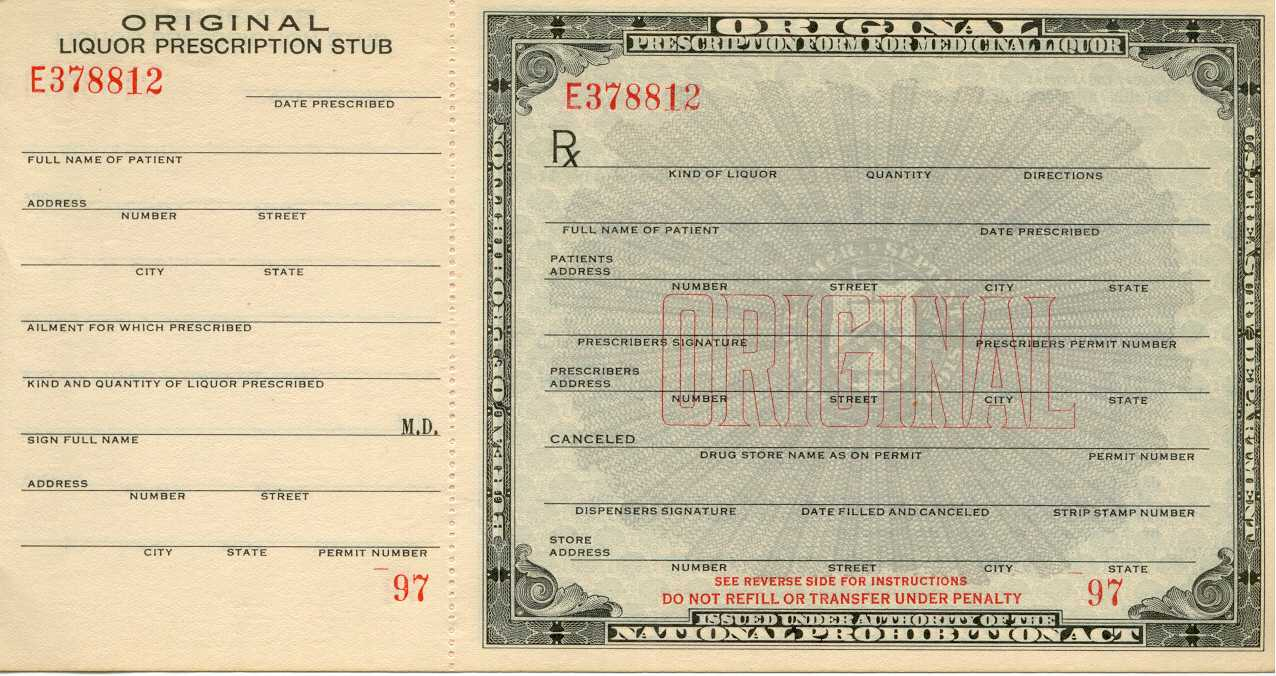
Prescrição para uso medicinal de bebida alcoólica

Embora a venda ou consumo de álcool jamais tenham sido proibidos, em toda a primeira metade do século XX, a fabricação de cerveja em casa era limitada por impostos e proibições, em vista da pressão de empresas cervejeiras que desejavam erradicar o costume. Uma das primeiras tentativas modernas de regular a produção caseira foi o Inland Revenue Act de 1880, que obrigava os fabricantes caseiros a pagar uma taxa de cinco shillings. No Bournville Village Trust, uma área nos subúrbios de Bournville, Selly Oak e Northfield, nenhum álcool tem sido vendido em bares ou lojas, devido à presença histórica de Quakers na região desde 1879. Os residentes têm lutado por manter a região livre de álcool, e venceram uma disputa judicial com a maior cadeia britânica de supermercados, a Tesco, impedindo-a de vender álcool em suas lojas locais.

## Na Rússia e União Soviética
No Império Russo uma versão limitada da lei seca foi introduzida em 1914, continuando em vigor até 1925, com o objetivo de poupar grãos e batatas para as forças armadas, e assim também manter a ordem. Durante o governo de Mikhail Gorbachev, os impostos sobre as bebidas alcoólicas sofreram um aumento, buscando desencorajar o consumo. O efeito desta proibição foi o crescimento do mercado negro, com bebidas de baixa qualidade e efeitos nocivos à saúde dos consumidores, justamente o que se buscava evitar inicialmente.

## Na Ásia Meridional
Em alguns estados da Índia as bebidas alcoólicas são proibidas, como em Gujarat e Mizoram. Certos feriados nacionais, como a Independência e o dia de nascimento de Gandhi tradicionalmente são festas abstêmias. O estado de Andhra Pradesh proibiu o álcool na administração de N. T. Rama Rao, mas depois as leis foram revogadas. Durante as eleições também se observa a abstinência. Em Haryana proibiu-se álcool entre 1996 e 1998. Em Gujarat a proibição levantou polêmica quando ocorreu a venda ilegal de álcool e muitas pessoas acabaram intoxicadas. Todos os estados indianos fazem abstinência em certas festas religiosas.
O Paquistão permitiu livre consumo entre 1947 e 1977, quando pouco antes de deixar o cargo Zulfikar Ali Bhutto introduziu leis proibitivas. Desde então somente minorias não-muçulmanas como as de hindus, cristãos e zoroastrianos podem solicitar permissão para consumo. A quota mensal autorizada depende da renda pessoal, mas usualmente fica entre cinco garrafas de destilados ou 100 garrafas de cerveja. Somente cerca de 60 postos de venda em todo o país de 140 milhões de habitantes podem vender álcool, e até há pouco tempo somente uma cervejaria estava em funcionamento, mas atualmente há outras. A proibição para a maioria é vigiada com rigor, mas o mercado negro continua ativo.
Em Bangladesh estrangeiros não-muçulmanos podem beber em alguns restaurantes, clubes e bares licenciados, e podem comprar álcool em postos de venda "diplomáticos", sob preços elevados. Diplomatas e outros indivíduos com privilégios, como empregados dos Estados Unidos, podem comprar álcool nestes locais, mas sem impostos. Para propósitos medicinais a venda de álcool é permitida, desde que com prescrição médica. Bebidas caseiras como a Mod ou Bangla são largamente consumidas em áreas rurais. O povo Garo também bebe uma cerveja de arroz chamada Choo. Os cristãos podem usar o vinho na Eucaristia.
Nas Maldivas a importação de álcool é proibida, mas bebidas alcoólicas são disponíveis para turistas estrangeiros em ilhas-resort, e não podem levá-las para fora dali.

## No Sudeste Asiático
A Tailândia baniu a venda de álcool durante a tarde para impedir colegiais de comprá-lo, e as caixas eletrônicas e lojas de conveniência são programadas para não aceitar a venda de bebidas alcoólicas durante este período, mas os vendedores muitas vezes burlam a programação registrando uma bebida não-alcoólica de igual valor. Em Brunei é proibida a venda e o consumo público de álcool. Não-muçulmanos podem comprar quantidades limitadas em seu ponto de embarque quando viajam para lá. Não-muçulmanos acima de 17 anos podem trazer álcool para o país, mas até duas garrafas de destilados ou doze latas de cerveja por pessoas.

## Na Austrália

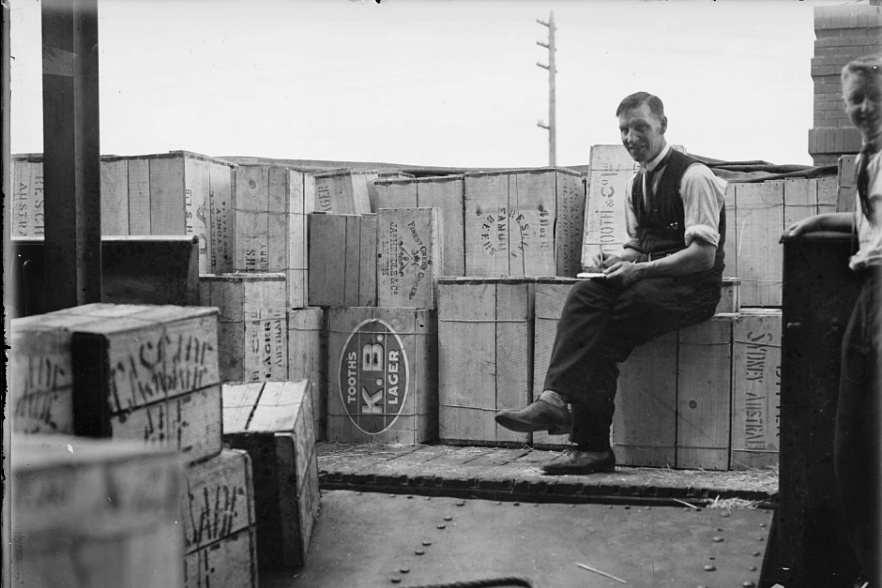
Caixas de licor apreendidas durante a lei seca de 1928 em Camberra, Austrália

O território da capital da Austrália foi a primeira jurisdição onde foram introduzidas leis contra a bebida. Em 1910 o Ministro de Assuntos Internos, King O'Malley, levou leis ao parlamento para regular comportamentos descontrolados. Dezessete anos depois as leis foram revogadas. Mais recentemente foram criadas leis para impedir a distribuição de álcool em áreas indígenas. As penas para os infratores são severas, podendo envolver o confisco dos veículos de transporte. Algumas comunidades, especialmente no Território Norte, sabendo dos problemas causados pelo álcool, como a violência, têm procurado alternativas em beberagens como a kava, que provoca mais a sonolência do que a violência quando consumida em excesso. Mas medidas como esta têm tido resultados de sucesso variável. Algumas comunidades testemunharam decréscimo nos problemas sociais, outras não. Estudos têm indicado que para serem efetivos, os programas devem se dirigir para as causas estruturais que levam ao consumo de álcool e drogas. Em 2007 o governo proibiu a importação de kava no Território Norte.

## Lei seca total

### Nos Estados Unidos
Essa definição tornou-se famosa após sua edição nos Estados Unidos em 16 de janeiro de 1919, ratificada pela 18ª Emenda à Constituição do país, entrando em vigor um ano depois, em 16 de janeiro de 1920, promulgada durante o segundo mandato de Woodrow Wilson. Seu cumprimento foi amplamente burlado pelo contrabando e fabricação clandestina. A lei seca foi abolida em 5 de dezembro de 1933, pela 21ª Emenda à Constituição, durante o primeiro mandato de Franklin Delano Roosevelt (32º presidente dos EUA). Permaneceu ativa durante 13 anos, 11 meses e 24 dias.
Com o agravar da crise económica, que teve o seu auge com o "crash" da Bolsa de 1929, a proibição de fabrico, distribuição e venda de bebidas alcoólicas, veio a contribuir para o aumento das fortunas de várias gangues de mafiosos, dos quais o mais conhecido é, sem dúvida, Al Capone. A sua revogação veio ajudar a débil e algo conturbada recuperação econômica, mas essencialmente contribuiu para o final do período de ouro da Máfia Norte-Americana. A partir de 1935, um novo período de combate às associações criminosas começa com um outro nome famoso, J. Edgar Hoover.

### No Oriente Médio, Norte da África e Ásia Central
O álcool é proibido em alguns países muçulmanos por causa de prescrições do Corão contra a bebida:
Satã apenas deseja suscitar a inimizade e o ódio entre vós com intoxicantes e jogo, e impedir-vos de lembrardes de Alá e da prece. Sendo assim, não ireis vos abster?
Eles te perguntam, oh Maomé, sobre a bebida de álcool e o jogo. Diz: "Há nisso um grande pecado, e também algum benefício para os homens, mas o pecado é maior que o benefício". E eles perguntam o que deveria gastar. Diz: "Aquilo que estiver além de vossas necessidades". Assim Alá deixa claras para vós as Suas Leis a fim de que vós possais meditar.
Desta forma a proibição muçulmana de beber álcool é a mais antiga e a mais duradoura entre as religiões, mas sua aplicação varia conforme cada Estado ou cultura muçulmanos. Na Andaluzia muçulmana medieval as canções de bebida eram consideradas uma forma de arte reconhecida e valorizada. A Arábia Saudita baniu completamente a produção, importação e consumo de álcool e impôs severas penalidades para os infratores, incluindo semanas ou meses de prisão, e possíveis chibatadas. O Kuwait também proibiu a importação e o consumo, mas não aplica penas físicas para a violação da lei. Durante a Guerra do Golfo as tropas da Coalizão na Arábia Saudita, por respeito aos costumes locais, vedaram o consumo de álcool. O Qatar também proibiu a importação de álcool, e beber ou ficar bêbado em público é uma ofensa punível com prisão ou deportação. Mas ali o álcool está disponível em alguns hotéis e restaurantes licenciados, e estrangeiros podem obtê-lo mediante licença especial. A mesma prática é seguida nos Emirados Árabes Unidos. Entretanto, as leis variam entre os emirados. O Bahrein permitia o álcool, e se tornou um ponto de atração para os que faziam a ponte aérea para a Arábia Saudita, mas desde 2009 o aeroporto internacional já não pode vender álcool.
O Irã, desde a Revolução de 1979, proibiu o álcool e impôs penas pesadas, e infratores contumazes podem receber pena de morte, mas a lei é violada no país em larga escala. Comunidades minoritárias reconhecidas pelo governo podem beber em privado ou em ritos religiosos, como na Eucaristia cristã. No Afeganistão o álcool foi banido depois da entrada em vigor do regime do Talibã, mas depois de seu declínio estrangeiros podem consumir álcool mediante apresentação do passaporte. Os cidadãos, porém, continuam proibidos de consumi-lo.
A Líbia baniu a importação, venda e consumo com leis severas. A Tunísia tem proibição seletiva, permitindo o vinho, com venda e consumo autorizados em zonas especiais para turistas e em grandes cidades. Contudo, o vinho permanece disponível. O Marrocos proibiu a venda de álcool somente durante o Ramadã. O Sudão também impôs leis estritas contra o álcool. No Egito, Síria, Líbano, Jordânia e Turquia não há qualquer restrição para o álcool, desde que o consumidor já seja adulto, o que varia entre 18 a 21 anos conforme o país. Na Turquia a venda é proibida por 24h durante as eleições gerais.

## Lei seca parcial
Existem vários tipos de leis secas parciais, mas comumente se denominam assim algumas regulações do comércio e consumo de álcool, que se aplicam em países onde o álcool é aceito como droga lícita. A principal regulação proíbe o comercio e o consumo público de bebidas alcoólicas em determinados horários, e também em alguns países se proíbe o comercio e consumo de bebidas alcoólicas em determinados dias.

### No Chile
No Chile, a restrição está limitada a certos horários e o objetivo é regular parte do consumo, e não o total. Um dos argumentos para implantá-la é que reduz os acidentes de trânsito e impede o consumo por parte de menores de idade, entre outros. Consiste em limitar sua venda até certas horas da noite. As botillerías (locais de venda de álcool) devem fechar a uma hora determinada, que varia segundo a comuna, sendo geralmente às 3h.
Este tipo de lei seca sofre críticas e queixas dos consumidores e dos comerciantes. Os primeiros argumentam que restringem suas liberdades pessoais, e os segundos dizem que geram perdas. Outros a favor, sobretudo os que vivem perto de pubs, restaurantes, discotecas e botillerías, eles argumentam que diminuem a quantidade de embriagados nas ruas, sujeira, criminalidade e poluição sonora, o que dá mais tranquilidade para dormir.

### Na Colômbia
Na Colômbia o termo lei seca é dado à restrição que limita ou proíbe a venda e consumo de bebidas alcoólicas em dias especiais; geralmente dias no quais existem eventos programados importantes como eleições públicas, ou ante a ameaça de distúrbios políticos. Sua principal razão de ser é evitar que se originem distúrbios ou estes se agravem quando parte da população participante se encontra sob da influência do álcool. Este tipo de lei seca é habitual nos dias de eleições, e a força da tradição fez com que esta medida não seja controvertida. Segundo o Artigo 206 do Código Eleitoral Colombiano, a lei seca começa às 18h do dia anterior às eleições e termina às 6h do dia seguinte.

#### Lei da cenoura
Na Colômbia se conhece como lei da cenoura que inclui o álcool na cenoura (em espanhol: Ley zanahoria) às restrições de horário que aplicam a bares e consumos de licor a determinadas horas. Estas restrições, as quais causam controvérsia similar à chilena, são decretadas pelas administrações municipais ou distritais.
A primeira lei da cenoura, e que deu nome às demais restrições, foi promulgada em 1995 em Bogotá, durante a primeira administração de Antanas Mockus. Cenoura é uma gíria colombiana para significar as condutas ou pessoas sãs, geralmente usado em forma pejorativa. Em geral estas restrições atingem unicamente lugares públicos de consumo de álcool, tais como tabacarias, bares e discotecas; assim como o consumo de álcool na rua, não têm jurisdição sobre clubes privados nem sobre o consumo nos lares. A lei fez com que muitos bares e discotecas mudassem assim sua razão social, fazendo-se chamar "clubes", e aproveitando brechas na lei se popularizaram os "after party", os quais são estabelecimentos informais que funcionam em casas privadas, geralmente desocupadas, sem nenhum tipo de publicidade.

### No Panamá
No Panamá, a lei seca é a proibição da venda e consumo de bebidas alcoólicas durante certas ocasiões do ano ou em situações especiais como as eleições gerais. A lei seca é aplicada no nível das governações provinciais e também está disposta no código eleitoral. Usualmente nos dias de luto nacional se proíbe a venda e consumo, além do uso de música festiva por parte das estações de rádio e o fechamento dos centros noturnos tais como bares, discotecas, jardins, cantinas e clubes para homens. Nos feriados de 9 de janeiro, Sexta-feira Santa e o Dia de Finados é habitual que se estabeleça a lei seca a partir de 00h00min do dia feriado até as 00h00min do dia seguinte. No caso especial do Dia de Finados e na Sexta-feira Santa criou-se uma expectativa quanto à espera do fim da lei seca; portanto, é comum que os centros de diversão noturna estejam rodeados de pessoas esperando a abertura dos mesmos às 00h00min. Durante as eleições, a lei seca ocorre a partir das 00:00 horas do dia antes da eleição e culmina às 00h00min do dia seguinte à eleição. As pessoas que se apresentem em estado de embriaguez nos centros eleitorais são presas e conduzidas à estação de polícia mais próxima para esperar que passem os efeitos da bebida, e se lhes aplica a sanção estabelecida no Código Eleitoral.

### Na Costa Rica
Na Costa Rica, a norma entra em vigência nas eleições a nível nacional, e quinta e sexta-feira da Semana Santa.
Nas eleições nacionais que caem no dia de domingo (presidente, deputados ou membros das municipalidades) a lei seca entra em vigor a partir das 00h00min do sábado e até as 23h59min do domingo; ou seja, um dia antes e um dia depois das eleições não se pode consumir nenhum tipo de álcool. Sábado à meia noite delegados do Tribunal Supremo de Eleições acompanhados de oficiais da polícia fecham temporariamente bares ou centros que vendem bebidas alcoólicas.
Igualmente, na Quinta-feira e Sexta-feira Santa é proibido vender bebidas alcoólicas, pelo que funcionários das respectivas municipalidades acompanhados da polícias se encarregam de fechar estes estabelecimentos, e de selar os lugares onde se encontrem bebidas alcoólicas.
Normalmente os costarriquenhos compram bebidas alcoólicas nos dias anteriores à vigência da lei seca, pelo que é comum que se incremente a venda de bebidas e que se consumam de igual maneira em casas e recintos clandestinos durante a vigência da lei. Além disso, geralmente existe um mercado negro organizado em cada localidade para garantir o fornecimento de bebidas alcoólicas.

### Espanha: Leis anti-garrafão
Na Espanha existem diversas regularizações de âmbito autonômico que restringem os horários de venda e os espaços de consumo de álcool, conhecidas genéricamente como lei antibotellón, e cujo objetivo é reduzir o dano causado pelo álcool entre os jovens. O álcool é considerado lícito em todo o território espanhol, pelo que estas leis, dependendo da Comunidade Autônoma, atuam de três maneiras:
- Proibindo a venda de bebidas alcoólicas a menores de idade;
- Proibindo a venda de bebidas alcoólicas em supermercados, lojas 24 horas e outros comércios similares a partir das 22h. Esta norma diminui a disponibilidade de álcool a baixo o preço durante a noite;
- Proibindo o consumo de qualquer líquido na via pública, exceto em áreas autorizadas de bares ou restaurantes, e em umas poucas cidades em lugares habilitados para ele pela municipalidade, conhecidos como "botellódromos".

### Na República Dominicana
Na República Dominicana também existe "a lei seca". O Presidente se dispôs por decreto o controle do consumo e o gasto de bebidas alcoólicas. De domingo a quinta-feira só se pode vender até a meia-noite, nos estabelecimentos comerciais tais como mercearias, restaurantes, bares, etc, nas sextas-feiras e sábados o horário se estende até as duas da madrugada. Esta lei está dando resultados positivos mas por outro lado afetou muito duramente os restaurantes e bares, já que o negócio não fecha ou não suspende a venda de bebidas alcoólicas passado um minuto da hora determinada pela lei são encerrados, e penados com multas.

### Na Venezuela
Na Venezuela existe uma restrição parcial à venda de bebidas alcoólicas, o horário para os consumos autorizados como tabacarias e supermercados é de 11h a 21h de segunda-feira a sábado; os bares e restaurantes podem vender bebidas alcoólicas até mais tarde, sendo os limites dos horários controlados pelos municípios, tendo em conta as características dos locais, zona onde se localizam, etc. Nos dias de eleições (que são no domingo) se aplica a lei seca nas tabacarias, bares e restaurantes das 14h de sexta-feira até às 14h de segunda-feira.
Desde 2007 se aplica uma Lei Semi-seca durante a Semana Santa e Carnaval, com o fim de diminuir a ingestão de álcool por parte dos motoristas que viajam nessa temporada, buscando assim uma redução dos acidentes de trânsito. No entanto esse espaço tem permitido o consumo ilegal de bebidas alcoólicas.